# Cincloramphus cruralis
Cincloramphus cruralis là một loài chim trong họ Locustellidae.